# پارسانا
پارسانا (نام علمی: Parsana) یک سرده تک‌گونه‌ای از گیاهان گلدار متعلق به خانواده گزنه‌ایان (نام علمی: Urticaceae) است. این سرده تنها شامل یک گونه به نام پارسانا ملکیانا (Parsana malekiana) است. این گیاه بومی ایران است.

## نام
نام سرده پارسانا به افتخار احمد پارسا (۱۹۰۷–۱۹۹۷)، گیاه‌شناس ایرانی و یکی از نویسندگان مشترک این سرده نام‌گذاری شده است. لقب خاص لاتین "malekiana" به زین‌العابدین ملکی (۱۹۱۳-) اشاره دارد که دیگر نویسنده مشترک این سرده و گونه است. احمد پارسا نخستین ایرانی بود که به صورت علمی بر فلور (رستنی‌های) ایران مطالعه و تحقیق کرد. برجسته‌ترین اثر او تألیف کتاب فلور مستقل ایران (موزه علوم طبیعی ایران) به زبان فرانسه است که در فاصله سال‌های ۱۳۲۱ تا ۱۳۲۹ شمسی در ۵ جلد و بیش از ۷۰۰۰ صفحه و معرفی بیش از ۲۵۰ گونه اندمیک جدید، به نام فلور ایران (Flore de L’Iran) و به همت وزارت فرهنگ آن زمان منتشر شد. هر دو، سرده و گونه، برای اولین بار در کتاب «فلور ایران، ضمیمه سرده‌ها» توسط احمد پارسا در صفحه ۵۴۸ در سال ۱۹۵۲ توصیف و منتشر شدند. وی پس از این به بررسی فلور کشورهای دیگر پرداخت و سپس نمونه‌های منحصر به فردی از فلور ایران را ضمن تحقیقات خود، بررسی کرد که بعدها در چند جلد متمم فلور مذکور شدند. پارسا در اواخر عمر خود در فلور گیاهی ایران تجدید نظر کرد و سپس نسخه جدیدی از آن را با کمک یکی از شاگردانش به نام زین‌العابدین ملکی تهیه و ترجمه کرد که چاپ آن در ۱۱ جلد پیش‌بینی شده است.